# Sackzylinder

Wassergekühlter V-Motor mit Sackzylindern

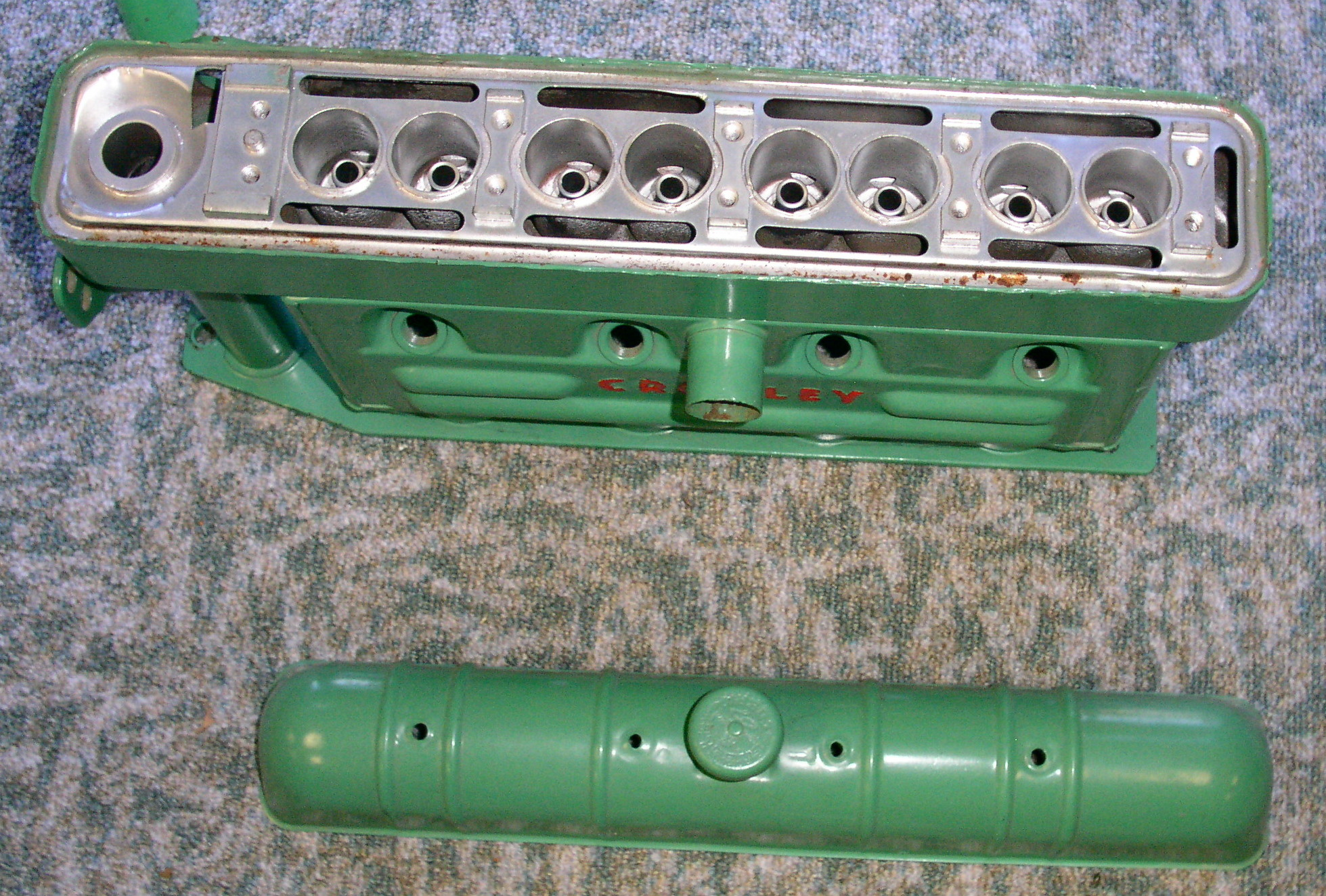
Vier Sackzylinder in Reihe am Zylinderblock eines Crosley-Motors, darunter Ventildeckel

Ein Sackzylinder ist ein Bauteil bei Verbrennungsmotoren; er ist einteilig gefertigt als Zylinder und Zylinderkopf in einem Stück, meist als Gussteil mit mechanischer Bearbeitung.
Um störanfällige Zylinderkopfdichtungen zu vermeiden, wählte man in den Anfangsjahrzehnten des Motorenbaus oft Sackzylinder. Ihre Fertigung ist vor allem bei Viertaktmotoren nicht einfach; vorteilhafte Brennraumformen lassen sich mit den nur relativ kleinen möglichen Ventilwinkeln kaum herstellen; das verhindert der Platzbedarf für die Bearbeitungswerkzeuge, abhängig von der Baulänge der Sackzylinder (siehe Skizze).
Sackzylinder wurden sowohl für luftgekühlte wie auch für wassergekühlte Motoren gebaut. Bei wassergekühlten Motoren wurde der Zylinder teilweise mit einem Blechmantel zur Kühlwasserführung versehen. Siehe dazu Mercedes-Benz MB 518. Eines der letzten Automodelle mit dieser Konstruktion war der bis 1967 gebaute Panhard 24. 
Ein weiteres Beispiel ist der ab 1968 produzierte Sechszylinder-Dieselmotor Typ 500 von Leyland. Man versprach sich davon, aufgeladene Motoren, die einen hohen Mitteldruck entwickeln, mit langer Nutzungsdauer betreiben zu können. Zudem seien die Möglichkeiten bei der Gestaltung der Ladungswechselkanäle und Kühlmittelführung aufgrund der nicht nötigen Zylinderkopfschrauben größer. Das Problem der schwierigen Kernarbeit bei der Herstellung wurde durch große Kernöffnungen im Gussstück und eine separat untergebrachte, obenliegende Nockenwelle abgemildert.
Die folgenden Bilder zeigen einen Sackzylinder einer NSU mit einem IOE-Motor („Inlet over Exhaust“; Einlassventil über dem Auslassventil) um das Baujahr 1917. Es ist der vordere Zylinder eines Zweizylinder-V-Motors:

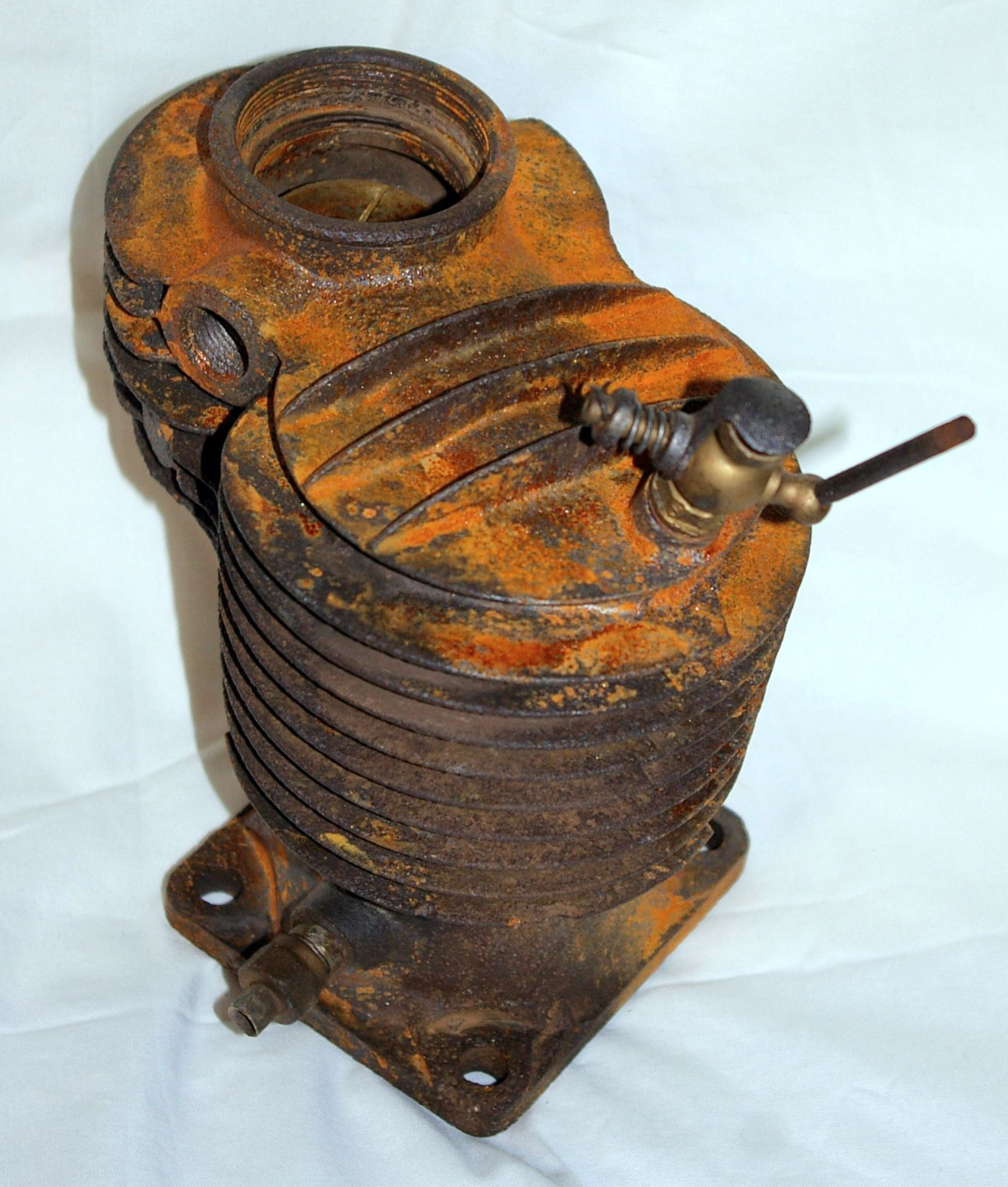
Sackzylinder einer NSU von ca. 1917, ohne Einlassventil, mit Dekompressions-Handhahn
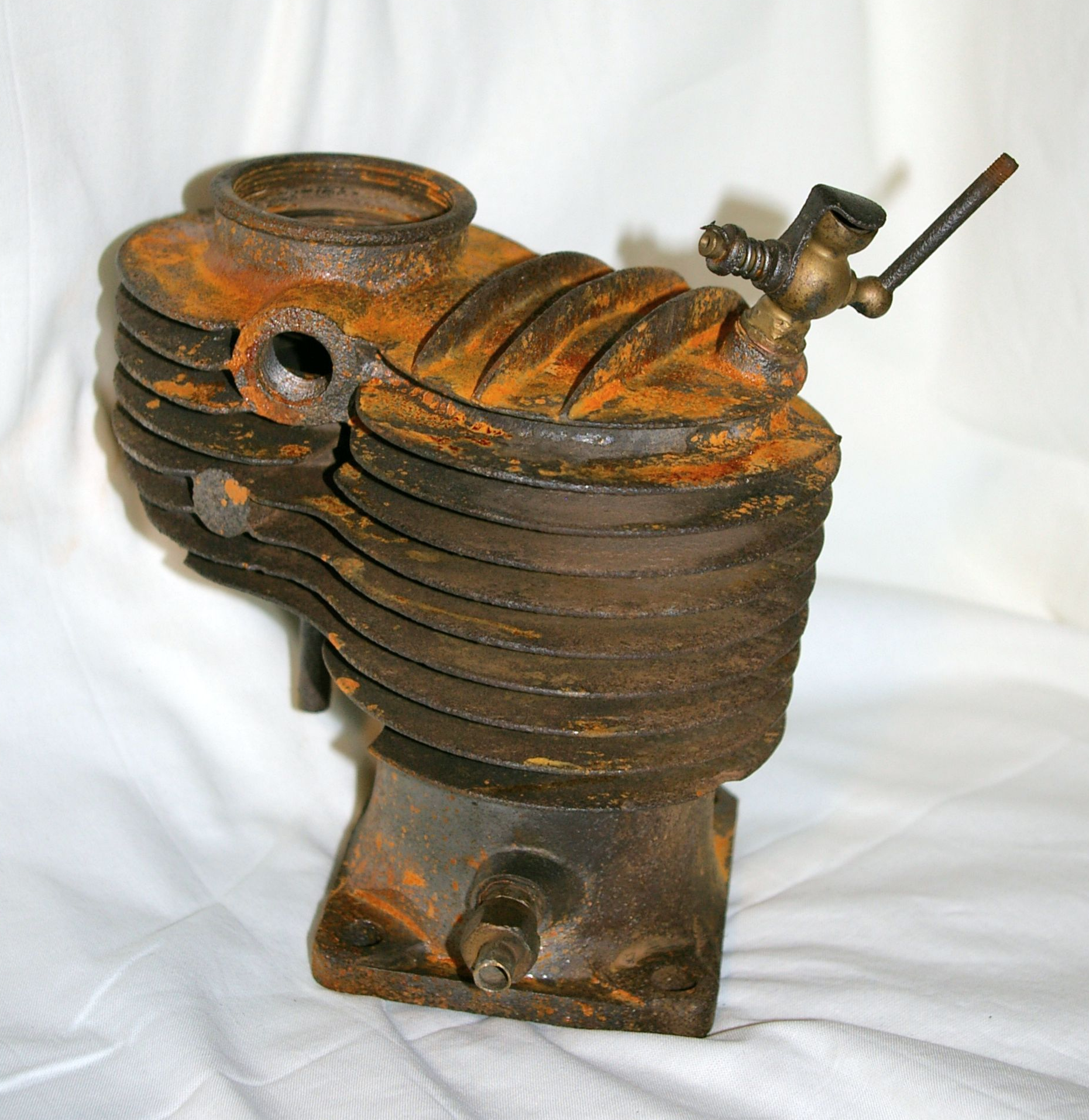
Seitenansicht
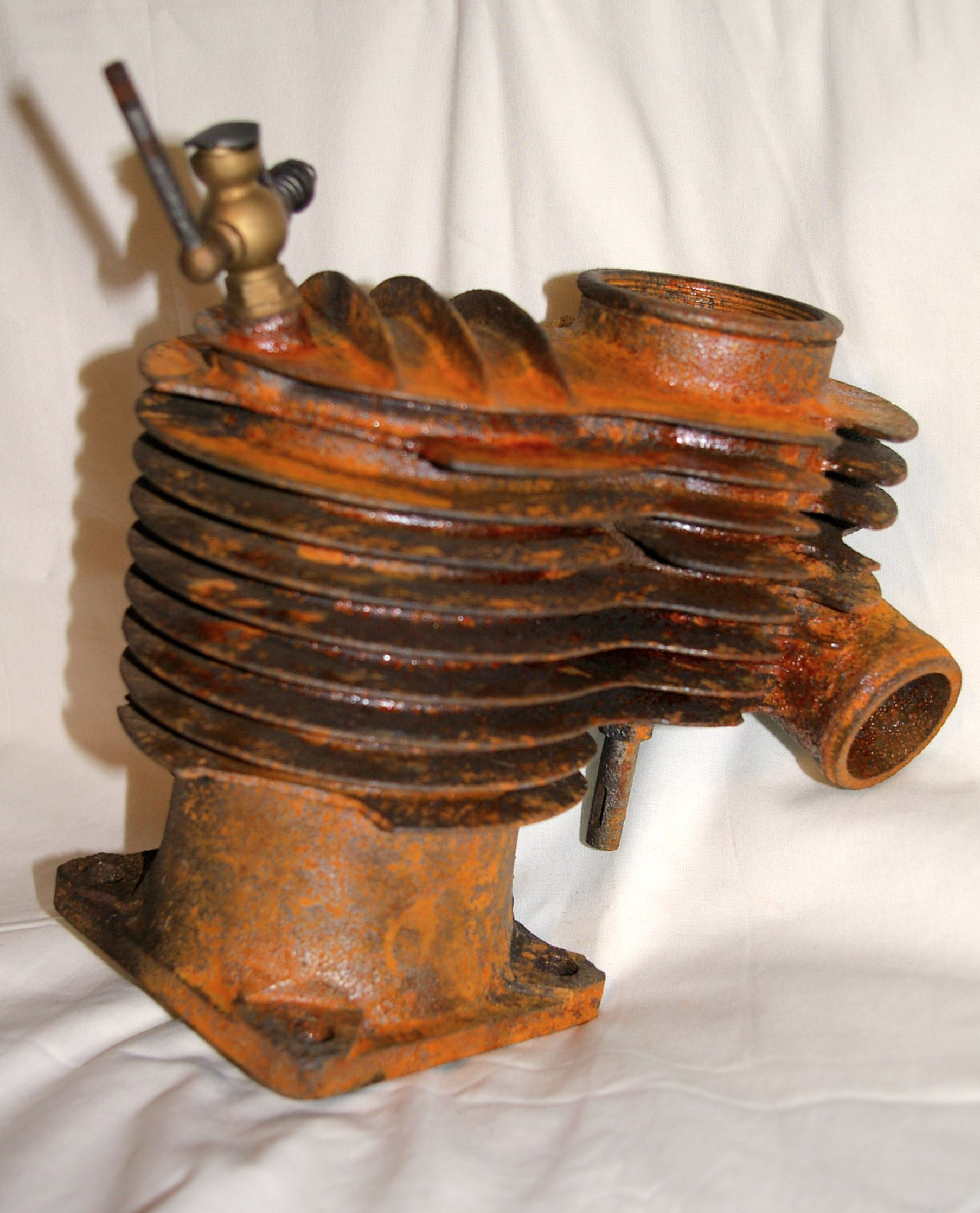
Seitenansicht
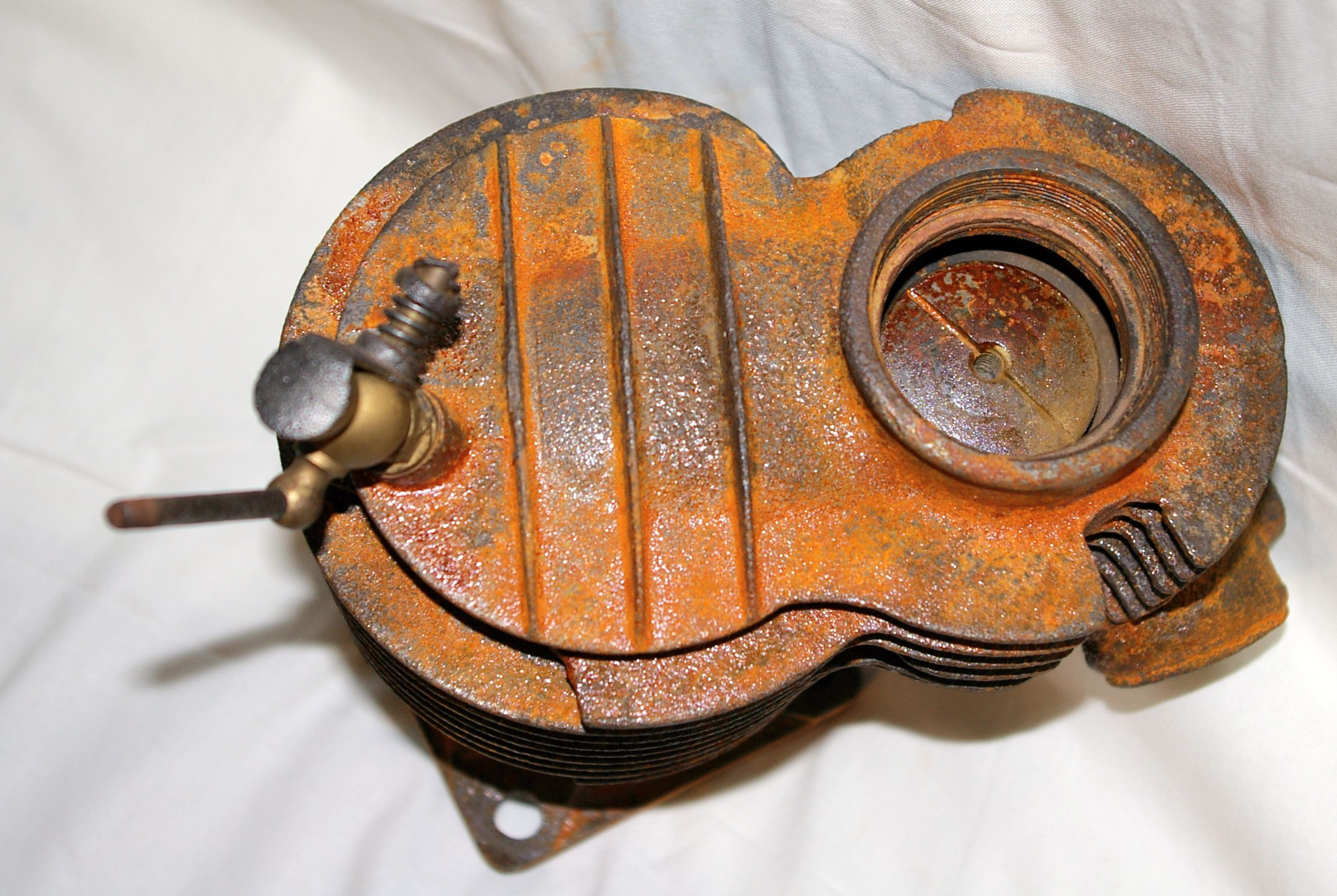
Von oben, Blick durch die Einlassventilöffnung auf den Auslassventilteller und in den Brennraum
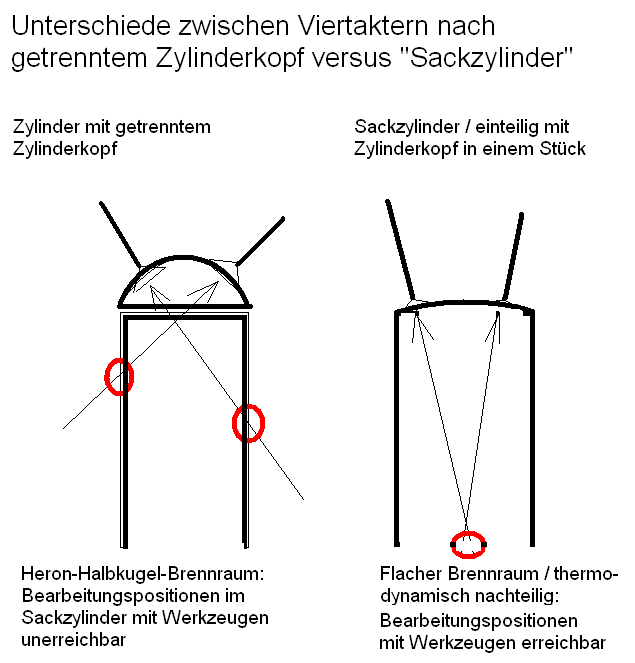
Erreichbarkeit beim Bearbeiten der Ventilsitze an Motoren mit Sackzylinder